# 小野原里佳
小野原 里佳（おのはら りか、1961年〈昭和36年〉8月10日 - ）は、元北日本放送(KNB)アナウンサー（1984年-1987年）。血液型はA型。京都府出身。

## 略歴・人物
中学生時代に聴いていた「セイ!ヤング」の落合恵子に憧れ、高校生時代は放送部に所属。大阪芸術大学芸術学部放送学科在学中には自らミニFM局を開局したということもあった。
大阪芸術大学卒業後、入社。相本芳彦（元アナウンス部長）と「ズームイン!!朝!」のレポーターとして有名になり、それ以外の番組でも、相本とのコンビで多数の番組に出演。
ラジオ番組のDJとして、「オタヤでヨイショ オタオタ99%」、「ハローヤングタウン MSの街」などの公開録音番組で人気を得る。当時のラジオ番組雑誌「ラジオパラダイス」のパーソナリティ人気投票で上位に進出。一躍全国区のパーソナリティとして、注目され記事にもなった。「小野原里佳バックアップファンクラブ（OBFC）」がリスナーの手により結成される。
1987年3月末にて、北日本放送を退社。フリーアナウンサーとして活躍するために、関西での活動をする予定で芸能事務所に所属したが、同年7月学生時代の同級生と結婚。翌年、男児を出産するためフリーアナウンサーとしての活動を休止し現在に至る。　
同アナウンサーの築いた番組コンテンツの流れは、その後北日本放送に入社する横島繭子アナウンサーに受け継がれている。
熱烈な阪神ファンでもある。

## 出演番組
テレビ
- おはようKNBです
- ビバ!クイズ

ラジオ
- オタヤでヨイショ オタオタ99%
- ハローヤングタウン MSの街[1]
- 電リクサタデー[1]